# Филипп де Валуа (герцог Орлеанский)
Филипп де Валуа (Филипп Орлеанский) (фр. Philippe d’Orléans, 1 июля 1336, Венсен, Королевство Франция — 1 сентября 1375, Орлеан, Королевство Франция) — первый герцог Орлеанский с 1344 года, граф де Валуа с 1344 года, граф де Бомон-ле-Роже с 1345 года, четвёртый сын короля Франции Филиппа VI Валуа и Жанны Бургундской. Младший брат французского короля Жана II Доброго.

## Биография
В 1344 году 8-летний Филипп был назначен своим отцом, королём Франции Филиппом VI Валуа, первым герцогом Орлеанским. Кроме этого, носил титулы графа де Валуа и де Бомон-ле-Роже.
19 сентября 1356 года герцог Филипп Орлеанский участвовал в знаменитой битве с англичанами при Пуатье, где командовал второй линией французской армии. После разгрома своего отряда укрылся за отрядами третьей линии, которой командовал король Франции Жан Добрый. Как старший в роду представлял персону короля в заседаниях Генеральных штатов, пока сам король находился в плену в Англии.
1 сентября 1375 года 39-летний герцог Филипп Орлеанский скончался в Орлеане. Его владения перешли к французской короне.

## Семья
18 января 1345 года 8-летний Филипп Орлеанский женился на 16-летней Бланке Французской (1 апреля 1328 — 8 января 1392), графине де Бомон-ле-Роже, младшей (третьей) дочери короля Франции Карла IV Красивого и Жанны д’Эврё. Законных детей не оставил.
Внебрачный сын — Луи (ум. 27 марта 1397), бастард Орлеанский, епископ Пуатье и Бове.